# Michel Cournot
Pour les articles homonymes, voir Cournot.
Michel Cournot est un écrivain, journaliste, critique cinématographique et réalisateur français né le 1er mai 1922 à Paris et mort le 8 février 2007 dans la même ville.

## Biographie
Né de Jean Cournot et d’une mère au foyer, il est élève au lycée Louis-le-Grand avant de poursuivre ses études à la faculté de lettres de Paris. Il est issu d'une fratrie de neuf enfants.
Alors qu'il est lycéen, il participe à la manifestation du 11 novembre 1940 sur les Champs-Elysées et se retrouve incarcéré pendant plusieurs semaines. Puis à sa sortie il suit des études de lettres, et enseigne le latin et le grec à l'École alsacienne entre 1943 et 1944. Il est ensuite rédacteur d'ordonnances au ministère de l'agriculture et à la Compagnie générale transatlantique.
Après une rencontre avec Pierre Lazareff, Michel Cournot entame sa carrière journalistique à France-Soir où il revient après un passage à L'Express. Il est aussi documentariste avec Le Premier Spectateur, making-of du film Les Espions.
Dès le lancement du journal en 1964, il entre au Nouvel Observateur comme critique cinématographique. En concurrence avec Robert Benayoun, ancien de France Observateur et soutenu par André Breton, il est choisi grâce à l’intercession d’Henri Michaux auprès de Jean Daniel.
Il réalise en 1968 le film Les Gauloises bleues où il impose, dans le premier rôle, son épouse l'actrice Nella Bielski, alors que la production préfère Annie Girardot, plus connue, et sur le nom de qui il est plus facile de financer un film. Le film est pris en sélection officielle au festival de Cannes 1968. Il est soutenu par Gilles Jacob, à l'époque critique de cinéma, qui a pu le voir avant le festival et qui titre en une des Nouvelles littéraires  : « L'Année Cournot. » Mais le festival est définitivement interrompu par les événements de Mai 68 avant que Les Gauloises bleues ait été projeté. Quelques mois plus tard, à sa sortie, Les Gauloises bleues remporte un maigre succès d'estime mais n'obtient aucun succès commercial. Le film est accueilli par des moqueries, comme en témoigne par exemple l'article du Canard enchaîné avec son titre « Les Gauloises bleues… fumeuses » ; certains auteurs de cinéma, notamment Michel Audiard qu'il attaquait en tant que critique, ne se privent pas de le tourner en dérision. Le film, à l'image soignée, témoigne pourtant d'une grande poésie, dans la veine de jeunes cinéastes de l'époque, comme Philippe Garrel.
Michel Cournot passe en 1969 aux rubriques littéraires du Nouvel Observateur où, comme Mona Ozouf, Claude Roy ou France Huser, il est en adéquation avec les jugements de Jean Daniel en ce domaine. Pour ce dernier, son « style insolite et limpide exprime toujours une idée inattendue » dans des articles qui sont autant de « chefs-d’œuvre d’honnêteté, de culture, de discernement ».
Il soulève l’admiration autant que l’indignation du lectorat par le caractère très tranchant dans ces jugements de ces critiques cinématographiques. Personnage « insupportable de prétention intellectuelle, d’arrogance et de violence dans ses jugements », il apparaît alors avec Maurice Clavel comme la véritable star du journal, arbitre du bon goût cinématographique pour les uns et « clown absolu » pour les autres. Gilles Jacob le décrit comme un critique d'une grande liberté, aimant la poésie et la Russie, et n'hésitant pas à revenir plusieurs fois sur des cinéastes dont il appréciait l'œuvre, tels que Jean-Luc Godard, Claude Lelouch ou José Varela. Il écrit qu'il a « inventé un style de journalisme moderne, fait de mots simples et d'expressions familières, d'allusions à tout ce qui lui traversait la tête, le poisson rouge de sa concierge, une cascade dans la montagne ou une jeune fille en robe claire dans un bois de bouleaux. L'émotion passait. »
Il quitte Le Nouvel Observateur en 1973 pour une place de critique dramatique au Monde.
Michel Cournot meurt en février 2007 des suites d'un cancer. Il est inhumé au cimetière d'Ars-en-Ré.
Il a été marié à Marie-Madeleine Marquès et à Nella Bielski. Il a eu trois fils, Jean-François (photographe), Pierre (avocat) et Ivan (médecin).[réf. nécessaire]
Il a été le compagnon de l'actrice Martine Pascal.

## Œuvre
- Martinique, collection Métamorphoses, Gallimard, 1949
- Le Premier Spectateur, Gallimard, 1957
- Les Enfants de la justice, Gallimard, 1959
- Michel Cournot, Histoire de vivre, Paris, Maeght, 1994, 110 p. (ISBN 2-86941-245-2)
- Au cinéma, Leo Scheer, 2003
- De livre en livre, Gallimard, 2012[11]

## Distinctions
- prix Fénéon 1950 pour Martinique
- prix des Deux Magots 1958 pour Le Premier Spectateur
- prix Italia 1963 pour Les Enfants de la Justice

## Décorations
- Commandeur de l'ordre des Arts et des Lettres Il est fait commandeur lors de la promotion du 11 décembre 1997[12].

## Hommages
En 2017, Grégory Gadebois incarne Cournot dans le film Le Redoutable de Michel Hazanavicius.